# سیارک ۹۷۱۳
سیارک ۹۷۱۳ (به انگلیسی: 9713 Oceax، نامگذاری:1973SP1) نه هزار و هفتصد و سیزدهمین سیارک کشف شده‌است که در ۱۹ سپتامبر ۱۹۷۳ کشف شد.
قدر مطلق سیارک برابر ۱۱٫۱۰ است.